# Фомичево (Башкортостан)
Фомичево (баш. Фомичев) — деревня в Уфимском районе Республики Башкортостан Российской Федерации. Входит в состав Булгаковского сельсовета.

## География

### Географическое положение
Расстояние до:
- районного центра (Уфа): 36 км,
- центра сельсовета (Булгаково): 6 км,
- ближайшей ж/д станции (Уршак): 21 км.

## История
С 1992 по 2004 годы — в составе городского округа Уфа.
Постановление Совета Министров Республики Башкортостан от 17 апреля 1992 года № 100 «О передаче хозяйств Уфимского района в административные границы г. Уфы, предоставлении земель для коллективного садоводства и индивидуального жилищного строительства» (в ред. от 19.10.92 № 347)

2. Включить в состав г. Уфы населенные пункты … Фомичево, Камышлинский мелькомбинат, ст. Уршак Булгаковского сельского Совета.— http://ufa.regionz.ru/index.php?ds=36458
Закон Республики Башкортостан от 17.12.2004 № 125-з (ред. от 06.11.2007 года) «Об изменениях в административно-территориальном устройстве Республики Башкортостан, изменениях границ и преобразованиях муниципальных образований в Республике Башкортостан» (принят Государственным Собранием — Курултаем — РБ 16.12.2004) передал Фомичево обратно в Уфимский район:

57. Изменить границы города Уфы, Уфимского района, Булгаковского сельсовета Уфимского района согласно представленной схематической карте, передав деревню Фомичево Искинского сельсовета Кировского района города Уфы в состав территории Булгаковского сельсовета Уфимского района.— http://ufa.regionz.ru/index.php?ds=14131

## Население
| 2002 | 2009 | 2010 |
| ---- | ---- | ---- |
| 211  | ↘198 | ↗234 |